# Samsung Galaxy Tab 10.1N
Das Samsung Galaxy Tab 10.1N (Modellbezeichnung GT-P7501 (3G-Version) bzw. GT-P7511 (WiFi-Version)) ist ein auf dem Android-Betriebssystem basierender Tablet-Computer des südkoreanischen Konzerns Samsung. Es wurde von Samsung eigens für den deutschen Markt entwickelt, um dem Patentstreit mit Apple rund um das Apple iPad aus dem Weg zu gehen. Es unterscheidet sich laut Stiftung Warentest jedoch nicht nur optisch vom Vorgänger, sondern zum Beispiel auch beim Display.

## Technische Details
Das TFT-LC-Display misst 21,76 cm × 13,60 cm (10,1 Zoll) bei einer Auflösung von 1280 × 800 Pixeln (Pixelgröße 170 µm). Dem 1,0-GHz-Dualcore-Prozessor stehen 1024 MB Arbeitsspeicher zur Verfügung. Zu den weiteren Eigenschaften zählen eine Videokamera mit HD-Auflösung (1280 × 720 Pixel), Mobilfunk mit HSPA+ bis 21 Mbit/s, WLAN-Unterstützung und eine 3-Megapixel-Fotokamera mit LED-Blitz.